# Suterränghus

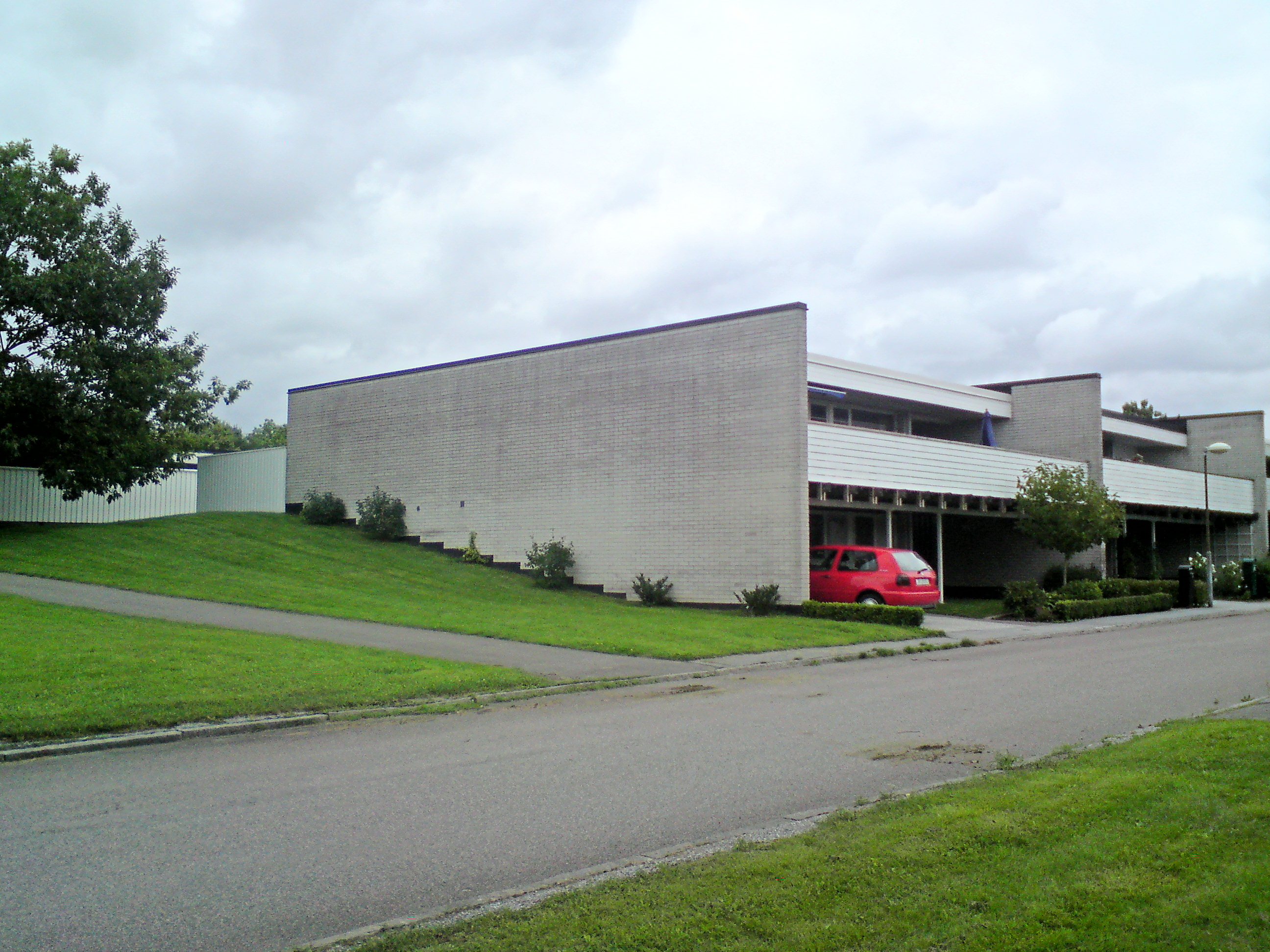
Sluttningsradhus i Lund, 2008

Ett souterränghus, suterränghus eller sluttningshus, är en form av byggnad, ofta enfamiljsvilla, som ligger i en sluttning. 
På vilken våning huvudentrén finns varierar. Ett suterränghus med två våningar ser från den högre sidan ut som ett envåningshus med källare, och från den nedre sidan som ett tvåvåningshus, men på grund av sluttningen kan man från den nedre sidan se att det rör sig om ett souterränghus.